# Discrezionalità tecnica
La discrezionalità tecnica può essere definita come la possibilità di scelta, riconosciuta alla pubblica amministrazione, basata sulla verifica della sussistenza di determinati pre-requisiti di natura tecnica richiesti dalla legge.

## Caratteri
La discrezionalità tecnica è data dall'ambito di valutazione, da realizzarsi secondo le nozioni o le tecniche della scienza o dell'arte che governa la materia su cui deve agire l'atto amministrativo, dei pre requisiti individuati dalla legge.
Determinata la sussistenza dei pre-requisiti richiesti dalla legge, l'atto amministrativo può essere determinato in tutte le sue componenti o meno, nel qual caso sussiste un ulteriore ambito di discrezionalità, questa volta di tipo amministrativa, in capo all'amministrazione nella formazione dell'atto. In questo caso si parla di discrezionalità mista.